# Spinactaletes nemyops
Spinactaletes nemyops är en urinsektsart som först beskrevs av Soto-Adames 1987.  Spinactaletes nemyops ingår i släktet Spinactaletes och familjen Actaletidae. Inga underarter finns listade i Catalogue of Life.